# Município de Fearing (condado de Washington, Ohio)
Localização do Ohio nos E.U.A.
O município de Fearing (em inglês: Fearing Township) é um município localizado no condado de Washington no estado estadounidense de Ohio. No ano de 2010 tinha uma população de 891 habitantes e uma densidade populacional de 14,54 pessoas por km².

## Geografia
O município de Fearing encontra-se localizado nas coordenadas 39° 28′ 31″ N, 81° 23′ 57″ O. Segundo a Departamento do Censo dos Estados Unidos, o município tem uma superfície total de 61.28 km², da qual 60,7 km² correspondem a terra firme e (0,95 %) 0,58 km² é água.

## Demografia
Segundo o censo de 2010, tinha 891 pessoas residindo no município de Fearing. A densidade populacional era de 14,54 hab./km².